# Andrzej Cieśla
Andrzej Cieśla (ur. 1955 w Pasłęku, zm. 18 stycznia 2020) – polski samorządowiec i nauczyciel, historyk z wykształcenia, burmistrz Aleksandrowa Kujawskiego w latach 2006–2020.

## Życiorys
Był z wykształcenia historykiem. W latach 1994–1999 był radnym miejskim Aleksandrowa Kujawskiego i radnym sejmiku wojewódzkiego. W latach 1998–2006 piastował mandat radnego powiatu, zaś w latach 2006–2020 pełnił urząd burmistrza Aleksandrowa Kujawskiego. Posiadał stopień naukowy doktora nauk humanistycznych. Był autorem dziesięciu książek, w tym monografii Aleksandrowa Kujawskiego oraz blisko 400 innych publikacji.
Od maja 2019 zmagał się z rakiem trzustki. Zmarł w nocy z 17 na 18 stycznia 2020. Został pochowany na cmentarzu parafialnym w Aleksandrowie Kujawskim.

## Odznaczenia
- Order Księcia Jarosława Mądrego V klasy – Ukraina (2020, pośmiertnie)[5]